# Mathias Numsen Blytt
Mathias Numsen Blytt ( 26 de abril de 1789 -26 de junio de 1862 ) fue un botánico, y briólogo y padre del también botánico Axel G. Blytt (1843-1898)
Primero estudia derecho,para más tarde especializarse en Botánica y llegar a ser profesor de la universidad de Christiana. Realiza importantes expediciones botánicas por el centro y sur de Europa.
Su más importante obra, Norges Flora (La flora de Noruega), parte de la cual ya había sido publicada en 1861, queda incompleta a su deceso. Pero, la retoma su hijo, publicándola en los 1870s como Ensayo sobre la migración de la flora noruega durante los periodos alternantes lluviosos y secos.

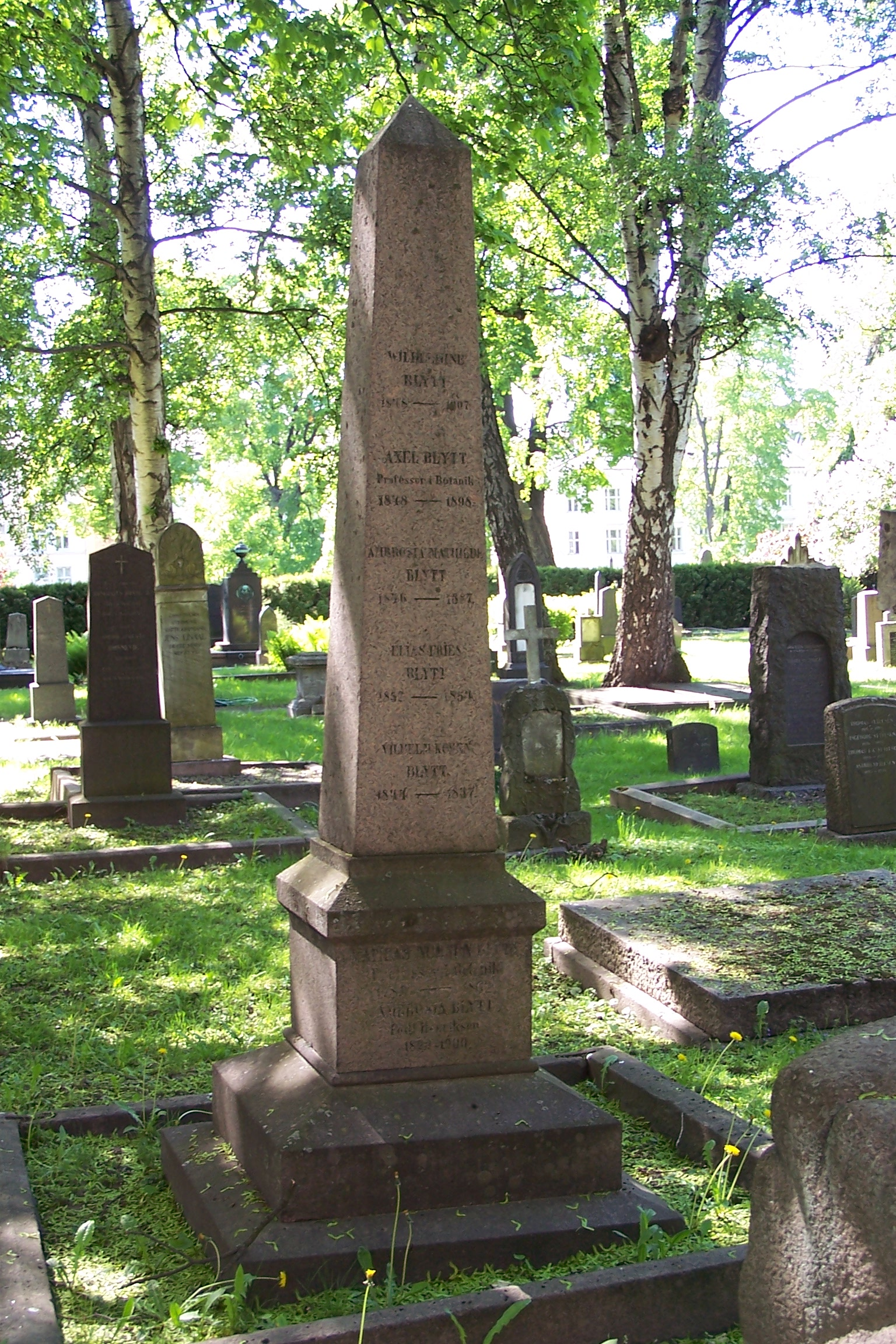
Tumba de la Familia Blytt en Oslo

El Museo botánico de Cristiana fue fundado en 1863, gracias a su considerable herbario. Ser halla sepultado en el Cementerio de Nuestro Salvador, de Oslo.

## Honores

### Eponimia
Géneros
- Blyttia Arn. 1838
- Hypoblyttia

Especies
- (Asteraceae) Pilosella blyttiana (Fr.) F.W.Schultz & Sch.Bip.[1]

- (Asteraceae) Hieracium blyttianum Fr.[2]

- (Brassicaceae) Draba blyttii O.E.Schulz[3]

- (Caryophyllaceae) Cerastium × blyttii Baen.[4]

- (Cyperaceae) Carex blyttii F.Nyl.[5]

- (Onagraceae) Epilobium × blyttianum Hausskn.[6]

- (Orchidaceae) Ophrys blyttii Soó[7]

- (Poaceae) Poa blyttii Lindeb.[8]

- (Salicaceae) Salix blyttii Kern.[9]

- (Saxifragaceae) Saxifraga blyttii Engl. & Irmsch.[10]

Revista
- Blyttia. (Norsk botanisk forening)

- La abreviatura «Blytt» se emplea para indicar a Mathias Numsen Blytt como autoridad en la descripción y clasificación científica de los vegetales.[11]